# Municipio de Smyrna (Indiana)
El municipio de Smyrna (en inglés: Smyrna Township) es un municipio ubicado en el condado de Jefferson en el estado estadounidense de Indiana. En el año 2010 tenía una población de 1096 habitantes y una densidad poblacional de 16,31 personas por km².

## Geografía
El municipio de Smyrna se encuentra ubicado en las coordenadas 38°47′36″N 85°30′38″O / 38.79333, -85.51056. Según la Oficina del Censo de los Estados Unidos, el municipio tiene una superficie total de 67.21 km², de la cual 67,16 km² corresponden a tierra firme y (0,07 %) 0,05 km² es agua.

## Demografía
Según el censo de 2010, había 1096 personas residiendo en el municipio de Smyrna. La densidad de población era de 16,31 hab./km². De los 1096 habitantes, el municipio de Smyrna estaba compuesto por el 95,8 % blancos, el 0,82 % eran afroamericanos, el 0,36 % eran amerindios, el 0,36 % eran asiáticos, el 0,91 % eran de otras razas y el 1,73 % eran de una mezcla de razas. Del total de la población el 2,55 % eran hispanos o latinos de cualquier raza.